# Bunes
Bunes er en nedlagt gård i Moskenes kommune i Nordland fylke, Norge. Stedet ligger på nordvestsiden af Moskenesøya, lige ved en lille dal med en stor sandstrand, Bunesstranda. En sti går fra Bunesstranda over det lave næs Einangen (ca. 70 moh.) til Bunesfjorden på sydøstsiden af øen. Bunes er et af flere steder på vest- og nordsiden ("ydersiden") af Moskenesøya som tidligere var beboet, men som i dag er fraflyttet.
Det iøjnefaldende ved Bunes og Bunesstranda er det store felt med sand som strækker sig fra vandkanten og ind til foden af fjeldet på alle sider. Antagelig var området bevokset med græs i tidligere tider. Et sagn fortæller om to søstre som ejede hver sin halvpart af Bunes-gården. Da en ung og smuk mand kom til stedet og forelskede sig i den ene kvinde, blev søsteren så jaloux at hun hævnede sig med at forgifte jorden med kviksølv. Dermed blev jorden i hele dalen, ikke bare den delen som den ene søster ejede, til ufrugtbart sand. Torbjørn Alm ved Tromsø Museum mener i en artikel i tidsskriftet Ottar i 1993 at det i virkeligheden er sandsynlig at græsdækket i dalen er blevet ødelagt af overgræsning eller andre menneskelige indgreb, og at det må være sket allerede før 1647.
Et stykke ind i 1900-tallet var der to jordbrug på gården Bunes, med til sammen 21 personer i 1920. Stærke bølger og dårlige havneforhold gjorde stedet uegnet til at drive fiskeri fra, så i lighed med folk fra de fleste andre steder på ydersiden af Moskenesøya drev mændene på Bunes fiskeri på indersiden (i Vestfjorden). I 1944 eksploderede en mine som var drevet i land på Bunes. Én mand omkom og det ene bolighus på stedet blev ødelagt. Bunes blev fraflyttet middelbart efter.
Et andet navn på Bunes er Skjelvan eller Skjelven. Oluf Rygh i Norske Gaardnavne mener, at det navnet kan komme af skjalfa, skælve, efter de stærke bølger på stedet.